# Herpsilochmus sticturus
El tiluchí colipunteado (Herpsilochmus sticturus), también denominado tiluchí rabipunteado (en Venezuela) o tiluchí de cola punteada, es una especie de ave paseriforme de la familia Thamnophilidae perteneciente al numeroso género Herpsilochmus. Es nativo del escudo guayanés del noreste de Sudamérica.

## Distribución y hábitat
Se distribuye desde el este de  Venezuela (Bolívar al este del río Caura y sur del Orinoco), Guyana, Surinam, Guayana francesa y el noreste de la Amazonia en Brasil (al este del río Trombetas).
Su hábitat natural es el dosel y los bordes de selvas húmedas tropicales y subtropicales de regiones bajas, sobre suelos arenosos o a la orilla de los ríos, hasta los 400 m de altitud.

## Descripción
Mide en promedio 10 cm de longitud. La corona y la nuca son negras en el macho y castaño rojizas en la hembra; la cara es gris con canas blancas; el dorso es gris claro; las alas son negras, con manchas blancas sobre las coberteras; el pecho es blanco y el vientre blancuzco a grisáceo en el macho y de color ante en la hembra; la cola es negra punteada de blanco arriba y con manchas blancas abajo.

## Sistemática

### Descripción original
La especie H. sticturus fue descrita por primera vez por el ornitólogo británico Osbert Salvin en 1885 bajo el mismo nombre científico; localidad tipo «Bartica y Kamacusa, Guyana».

### Etimología
El nombre genérico masculino «Herpsilochmus» proviene del griego «herpō»: reptar, arrastrarse y «lokhmē»: matorral, chaparral; significando «que se arrastra por el matorral»; y el nombre de la especie «sticturus», del griego «stiktos»: punteado y «ouros»: de cola, signficando «de cola punteada».

### Taxonomía
Es pariente próximo a Herpsilochmus dugandi,  anteriormente considerados conespecíficos, pero separados con base en las claras diferencias de plumaje de la hembras y de los llamados. Es monotípica.